# Et par ici la sortie
Série
Plus de whisky pour Callaghan
(1955) Callaghan remet ça
(1961)
Pour plus de détails, voir Fiche technique et Distribution.
Et par ici la sortie est un film français réalisé par Willy Rozier, sorti en 1957.

Il s'agit de l'avant-dernier volet des aventures de Callaghan. Un dernier film sera distribué en 1961 : Callaghan remet ça.

## Fiche technique
- Titre : Et par ici la sortie
- Réalisation : Willy Rozier
- Scénario et dialogues : Xavier Vallier (pseudonyme de Willy Rozier), d'après Peter Cheney (Un type à la redresse)
- Photographie : Michel Rocca
- Montage : Madeleine Crétolle
- Musique : Georges van Parys et Jean Yatove
- Son : Louis Giaume
- Société de production : Sport Films
- Pays de production :  France
- Format : Noir et blanc - 35 mm - Son mono
- Genre : Film policier
- Durée : 87 minutes (1 h 27)
- Date de sortie :
  - France : 1er mars 1957

## Distribution
- Dominique Wilms : Myrna
- Tony Wright : Carlos et Slim Maden
- Roger Saget : Alexandre
- Marcel Charvey : Gaëtan
- Dany Dauberson : Florine
- Jean-Roger Caussimon : Picatellos
- Mario David : Honoré
- Pascale Roberts : Esméralda
- Jean Droze : ?
- Bob Ingarao : René
- Rico Sarroga : Le danseur